# DAG (Zeitung)

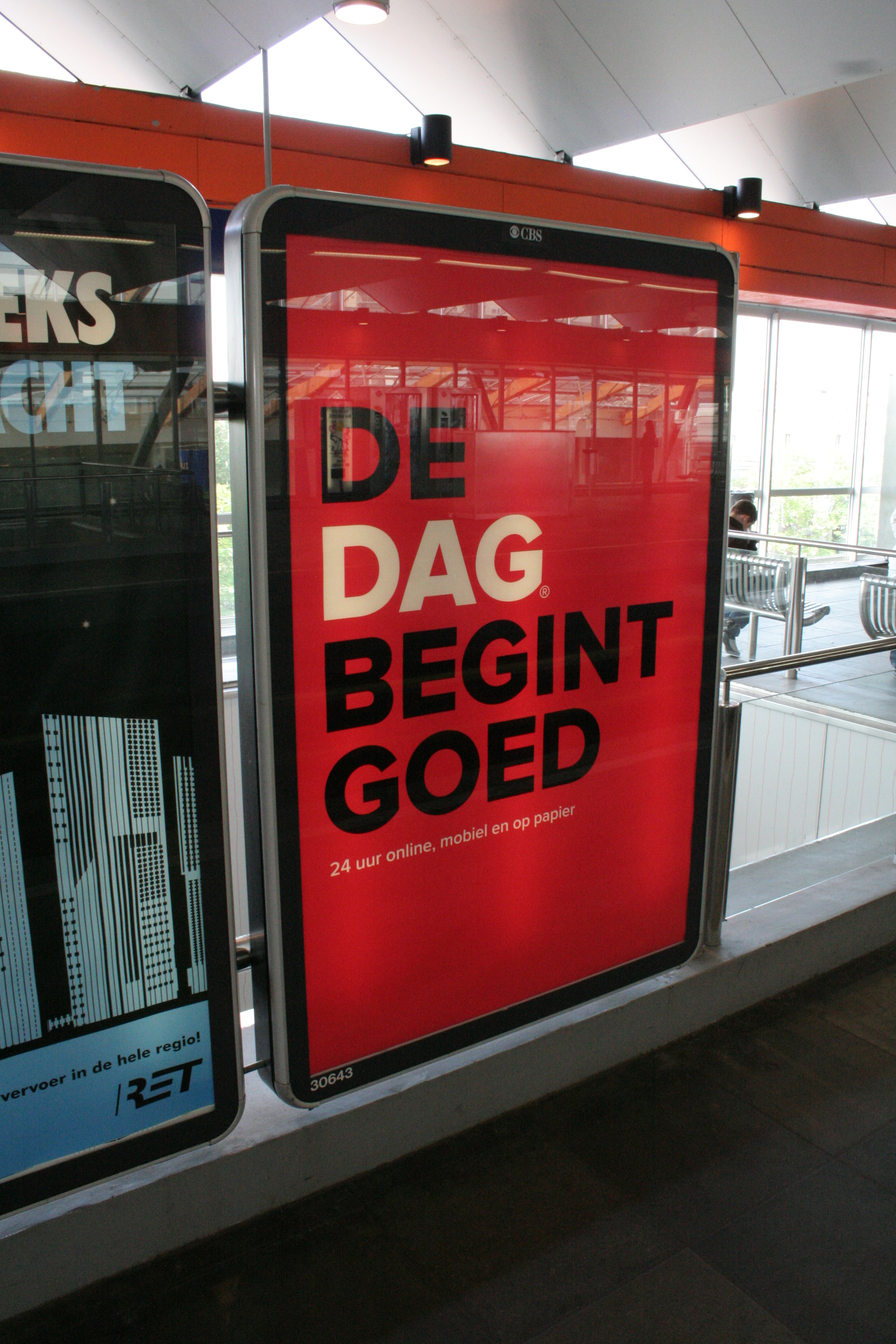
DAG-Werbung

DAG war eine niederländische Tageszeitung. Es handelte sich dabei um eine Gratiszeitung, die in wichtigen Bahnstationen (landesweit), U-Bahn-Stationen (hauptsächlich Amsterdam und Rotterdam), Hochschulen, Universitäten und allen Filialen der Supermarktkette „Albert Heijn“ verteilt worden ist.
Die Zeitung erschien montags bis freitags im Tabloid-Format. Redaktionssitz war Amsterdam. Herausgeber der Zeitung war Dag Media, ein Joint-Venture von PCM Uitgevers, in dem mit AD (im Joint Venture mit Wegener), NRC Handelsblad, de Volkskrant und Trouw alle bedeutenden überregionalen Qualitätszeitungen der Niederlande erscheinen, und dem Telekommunikationsunternehmen KPN. Chefredakteur war Bob Witman, der zuvor stellvertretender Chefredakteur von de Volkskrant war. Die Startauflage lag bei 300.000 Exemplaren, die verbreitete Auflage betrug im ersten Quartal 2008 380.269 Exemplare.

## Geschichte
Seit dem Jahrtausendwechsel sinken in den Niederlanden die Auflagenzahlen der traditionellen Zeitungen, einerseits verursacht durch die Konkurrenz der Gratiszeitungen, von denen der im Juni 1999 gestartete Ableger der schwedischen Gratiszeitung metro zusammen mit Sp!ts der Vorreiter war, andererseits durch neue Medien wie dem Internet.
PCM Uitgevers wollte nun ebenfalls in den Gratiszeitungsmarkt einsteigen, suchte hierfür jedoch den Rahmen eines Joint-Ventures. Als Partner war ursprünglich der Investor Marcel Boekhoorn vorgesehen, schließlich entschied sich PCM Uitgevers jedoch für KPN. Boekhoorn startete nun seinerseits eine eigene Gratiszeitung mit dem Namen De Pers und brachte diese bereits einige Monate vor dem Erscheinen von DAG heraus. Am 8. Mai 2007 erschien die erste Ausgabe von DAG.
Die Zeitung beschäftigte zuletzt etwa 40 Redakteure, von denen vier für die Online-Ausgabe zuständig waren. Letztere hatten RSS-Web-Feeds und Videos als feste Bestandteile integriert. Die Druckausgabe konnte im Originallayout vollständig auf der Homepage der Zeitung eingesehen werden, des Weiteren gab es eine Ausgabe für Mobilgeräte. Am 30. September 2008 wurde die gedruckte Ausgabe von DAG eingestellt. Ein Jahr später, 2009, wurde auch die Online-Redaktion des Blattes geschlossen.